# 충주 윤양계 고택
충주 윤양계 고택(槐山 金恒默 古宅)은 충청북도 충주시 엄정면 미내리에 있는 조선시대의 가옥이다. 병마절제도위를 지냈던 윤양계가 조선 후기였던 1873년 중원 지역에 만든 고택으로, 중부 내륙 지역 주택 중에서도 자유로운 배치 방식을 갖고 있다는 가치를 지니고 있어 국가민속문화재에 지정되었다.

## 갤러리

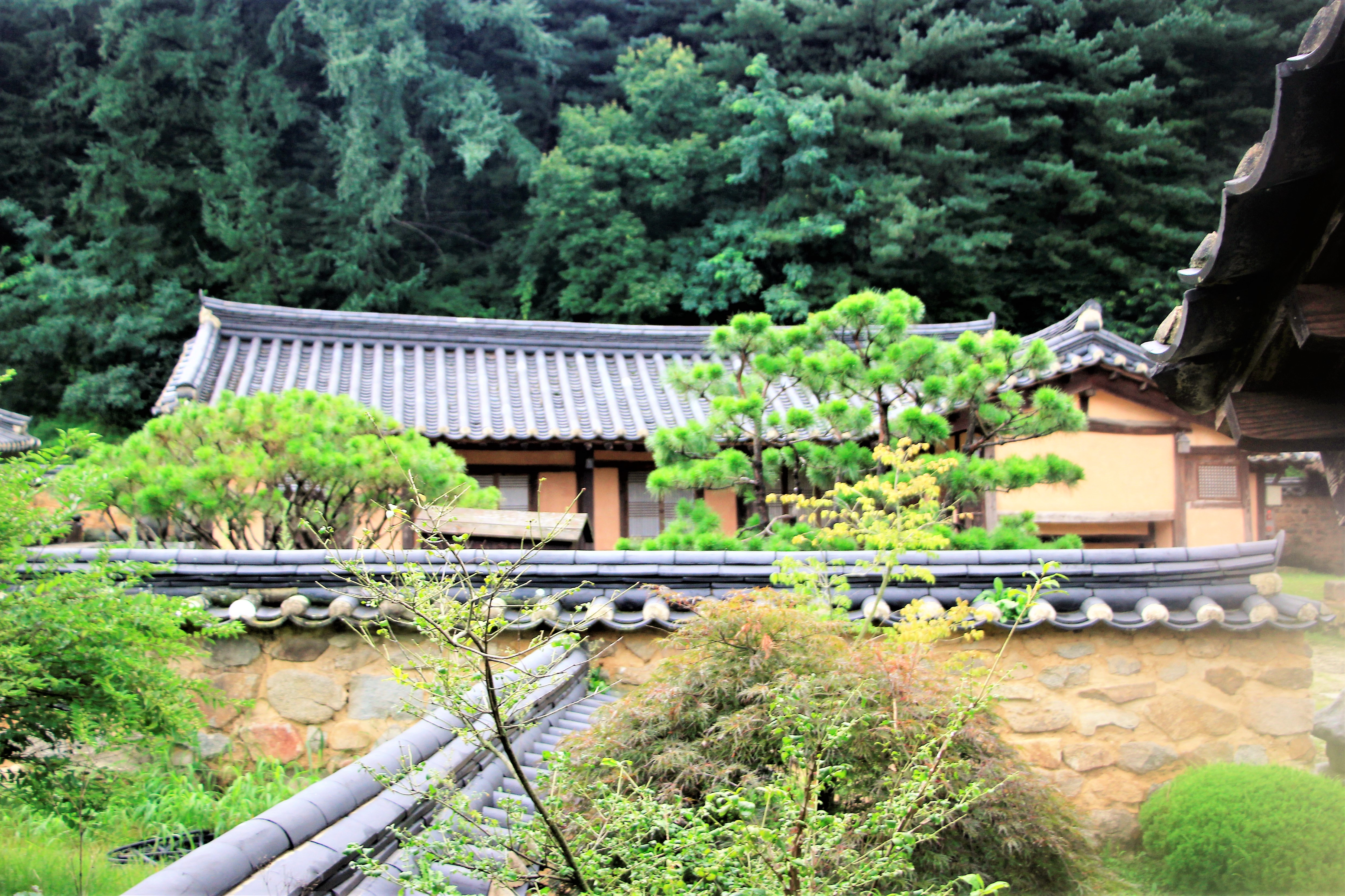
충주 윤양계 고택의 안채.
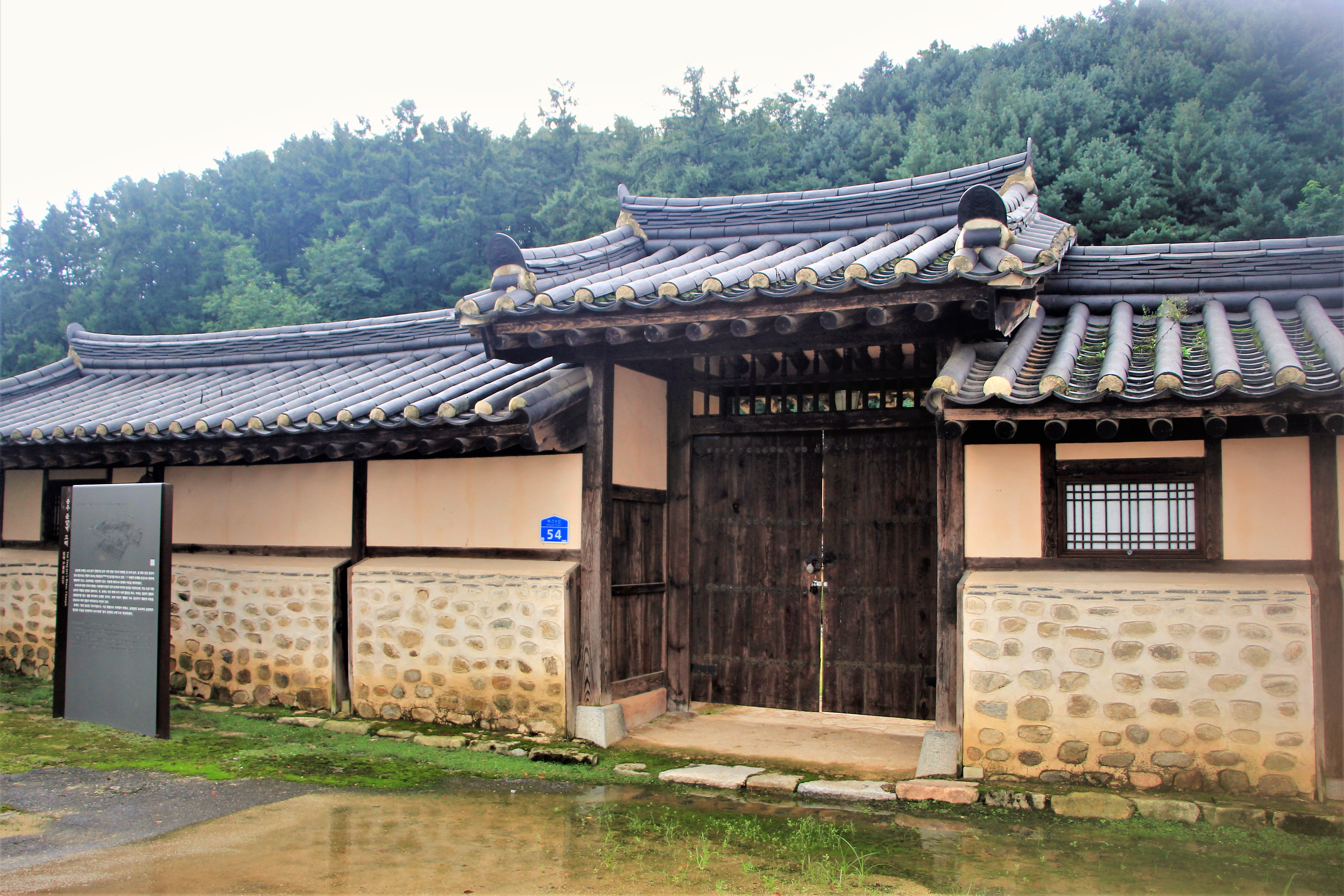
충주 윤양계 고택의 대문.

## 참고 자료
- 충주 윤양계 고택 - 국가유산청 국가유산포털